# Eunapius (geslacht)
Eunapius is een geslacht van sponsdieren uit de familie van de Spongillidae.

## Soorten
- Eunapius aetheriae (Annandale, 1913)
- Eunapius ambiguus (Annandale, 1909)
- Eunapius calcuttanus (Annandale, 1911)
- Eunapius carteri (Bowerbank, 1863)
- Eunapius conifer (Annandale, 1916)
- Eunapius crassissimus (Annandale, 1907)
- Eunapius fragilis (Leidy, 1851)
- Eunapius geei (Annandale, 1918)
- Eunapius geminus (Annandale, 1911)
- Eunapius igloviformis (Potts, 1884)
- Eunapius michaelseni (Annandale, 1914)
- Eunapius nitens (Carter, 1881)
- Eunapius potamolepis (Annandale, 1918)
- Eunapius ryuensis (Sasaki, 1970)
- Eunapius sinensis (Annandale, 1910)
- Eunapius subterraneus Sket & Velikonja, 1984
- Eunapius tinei (Gee, 1932)